# Kirsten Thorndahl
Kirsten Thorndahl (født 9. april 1928, død 21. september 2007 i Rørvig) var en dansk badmintonspiller, der blandt andet vandt 11 All England-titler i perioden 1947-61. I 1947-48 blev hun den første spiller, der blev All England-mester i alle tre kategorier: damesingle, damedouble og mixed double. 